# David Ilundáin
David Ilundáin (Pamplona, Navarra, 1975) es un guionista y director de cine español.

## Trayectoria
David Ilundáin se licenció en Comunicación Audiovisual por la Universidad de Navarra. Posteriormente amplió sus estudios de cinematografía en la Escuela Internacional de Cine y TV de San Antonio de los Baños (Cuba).
Ha trabajado como ayudante de dirección y script (persona encargada de supervisar la continuidad de un proyecto audiovisual) en distintas producciones de cine y televisión: como script en las series de televisión El comisario (2006-2007), Física o química (2008-2010) y El secreto de Puente Viejo (2011-2018). En 2015 dirigió su ópera prima, B, la película, inspirada en el caso Bárcenas y basada en la obra teatral Ruz-Bárcenas que recrea la declaración del extesorero del Partido Popular ante la Audiencia Nacional. Por esta cinta fue nominado en la categoría de Mejor guion adaptado tanto en los Goya como en las Medallas del Círculo de Escritores Cinematográficos y se alzó con el Premio Especial de los Feroz 2016. En 2020 dirigió su segundo largometraje, Uno para todos, ganadora del Premio al Cine y Educación en valores en los premios Forqué 2021 y su protagonista, David Verdaguer, estuvo nominados como Mejor actor tanto en los Forqué como en los Goya, Feroz y Gaudí. 

## Filmografía
- 2002 - Flores (cortometraje)
- 2004 - En el frigo (cortometraje)
- 2008 - Acción-Reacción (cortometraje)
- 2013 - Ejecución (cortometraje)
- 2015 - B, la película
- 2020 - Uno para todos